# Coffee Lake
Coffee Lake es el nombre en clave para una microarquitectura de microprocesador de la empresa estadounidense Intel. Es la octava generación de procesadores Core, siendo sucesora de Kaby Lake R, que fue una ligera mejora respecto a Kaby Lake.

## Características
Como las demás generaciones, el procesador Coffee Lake fue lanzado tanto para ordenadores de sobremesa como para portátiles. Esta octava generación pasará de los 4 núcleos (conocidos también como "quad-core") que tenía Kaby Lake a 6 núcleos (hexa-core) a excepción del más bajo, el i3, el cual aumentara de 2 núcleos a 4 núcleos. El procesador usará el chipset serie 300 y según desveló el fabricante de placas base AsRock, esta octava generación de procesadores no será compatible con los zócalos de las placas base serie 200. La potencia de diseño térmico será entre 65W y 95W según los modelos. Las estimaciones de Intel indican que en comparación con la generación anterior, Coffee Lake logrará un aumento de rendimiento del 30% en comparación con Kaby Lake. El procesador podrá gestionar hasta 6 puertos USB 3.1 de segunda generación (10Gb/s), 6 puertos SATA 3 y hasta un máximo de 24 carriles PCI Express 3.0.

## Lanzamiento
La renovación se enmarca dentro de la pugna con su principal competidor, Advanced Micro Devices (AMD) y su nueva línea de procesadores que presentaron en 2017, comercializados bajo la marca Ryzen. Aunque Intel anunció como fecha de lanzamiento prevista para la segunda mitad de 2017, finalmente, el 21 de agosto de 2017 lanzó una mejora de Kaby Lake, bajo el nombre de Kaby Lake Refresh (conocida comercialmente como Kaby Lake R) y pospuso el lanzamiento de Coffee Lake. Los primeros modelos de los procesadores Coffee Lake será lanzados a lo largo de 2017, pero serán los modelos -U, es decir, los modelos de bajo voltaje, destinados a dar vida a Ultrabooks y todo equipos muy compactos (portátiles). El resto de productos de la familia Coffee Lake llegaran en otoño y/o principios de 2018.